# محمدتقی سعیدی
محمدتقی سعیدی (زاده ۱۳۳۱ - محله ولاشان از توابع شهر اصفهان) موسیقیدان، خواننده و نوازندهٔ سنتی ایرانی است. او از شاگردان تاج اصفهانی و حسن کسایی و از چهره‌های شاخص مکتب اصفهان به‌شمار می‌رود.

## زندگی‌نامه

### کودکی
سعیدی در روستای  ولاشان اصفهان به دنیا آمد. فعالیت خود را در زمینهٔ هنر از سن ۸ سالگی و با خواندن در مراسم تعزیه آغاز کرد و از ۱۲ سالگی تحت آموزش‌های موسیقی تاج اصفهانی قرار گرفت.
بنا به شغل پدری، دوران دبستان را در شیراز گذراند و سپس در خمینی شهر و بعد مجدداً در اصفهان مشغول به تحصیل شد.

### آموزش
او که در مدرسهٔ عالی کوروش اصفهان حسابداری خوانده‌است، آموزش‌های موسیقی را از کودکی و نزد نیم تاج اصفهانی آغاز کرده بود.
اما فراخوان رادیو و تلویزیون مرکز اصفهان برای جذب هنرجو در سال ۱۳۵۲ نقطهٔ عطفی در زندگی او بود. این دوره موجب بهره‌مندی او از کلاس‌های آواز تاج اصفهانی شد. آشنایی با حسن کسایی نیز دیگر مزیت این دوره برای سعیدی بود و باعث شد او از سال ۱۳۵۳ تا پایان عمر حسن کسایی از شاگردان او باقی بماند.
سعیدی هم‌چنین در دوران فعالیت هنری خود، از شاگردان جلیل شهناز نیز بوده است و از آموزش‌های حبیب الله بدیعی، احمد عبادی و نعمت الله ستوده نیز بهره برده و با آنان به اجرای آثاری پرداخته است.

## فعالیت‌ها

### تدریس
او از سال ۱۳۶۴ در هنرستان هنرهای زیبا فعالیت داشت و در سالهای ۶۵ و ۶۶ نیز در صدا و سیمای مرکز اصفهان مشغول به تدریس بود. پس از آن با وقفه در موسسه نغمه گشایش که زیر نظر حسن کسایی و فرزندش بود فعالیت آموزشی خود را آغاز کرد که تا کنون ادامه داشته است.
او هم‌چنین در زمینهٔ تدریس خصوصی موسیقی نیز فعالیت داشته و شاگردان زیادی را تربیت کرده است که از جمله آنها میتوان به برادران سعیدی، امیرمسعود امیری ،احد جنگ زاده و محمدرضا کلانتری اشاره کرد.

### خوانندگی
سعیدی را بیشتر با سبک اصفهان می‌شناسند. او بیش از ۴۰ سال در این مکتب فعالیت داشته است. اجراهای او اغلب در رادیو و تلویزیون و نیز ضبط خصوصی بوده است.
او علاوه بر مکتب اصفهان، با سبک‌های دیگری نیز آشنایی دارد و پژوهش‌هایی نیز در زمینهٔ موسیقی فولکلور بختیاری دارد.

### نوازندگی
محمدتقی سعیدی از گذشته با سازهای موسیقی ایرانی نیز آشنایی داشته و تار، سه تار و تنبک را نزد افرادی همچون حسن کسایی آموخته‌است. امروز نیز ضمن نواختن آثار سنتی، به تدریس این سازها مشغول است.

### کنسرت
سعیدی تا کنون اجراهای صحنه‌ای بسیاری داشته است که از جمله آن‌ها می‌توان به اجراهای او در تهران با گروه تاج در سال‌های ۹۳ و ۹۶ اشاره کرد.
او هم‌چنین در سال ۶۹ به همراه حسن کسایی و جلیل شهناز در تور رادیوهای بین‌المللی اروپا به اجرای برنامه پرداخته‌است.
در تابستان سال ۹۶ و در پی ماجراهایی که در زمینهٔ جلوگیری از کنسرت خوانندگان در سراسر کشور ایجاد شد، او از جمله کسانی بود که با امضای نامه‌ای خطاب به وزارت ارشاد اعتراض خود را به این موضوع نشان داد.
سعیدی که از پیشکسوتان فرهنگ و هنر اصفهان به شمار می‌رود تا کنون در پروژه‌های مرتبط دیگری نیز حضور داشته است که از جملهٔ آن‌ها می‌توان به مستند «گوشه‌های اصفهان» و «بوی فروردین» اشاره کرد.